# Friedrich Bran
Friedrich Bran, auch Fritz genannt (geboren 20. August 1904 in Mannheim; gestorben 11. Dezember 1994 in Calw) war ein deutscher Journalist und in der Zeit des Nationalsozialismus ein leitender Angestellter der nationalsozialistischen Bürokratie, insbesondere für das besetzte Frankreich. In der Bundesrepublik war er ein Funktionär der politischen Bildung und der Lehrerfortbildung.

## Leben
Friedrich Bran war der Sohn des Verlegers Friedrich Bran und dessen Frau Anna, geb. Trapp. In Abgrenzung zu seinem Vater nannte er sich auch Fritz. Nach dem Besuch des Goethe-Gymnasiums Karlsruhe machte er eine Buchhändlerlehre und studierte ab 1924 Romanistik und Germanistik an den Universitäten Frankfurt am Main und Heidelberg, wo er der Deutschen Freischar beitrat. Er promovierte 1929 mit einer Arbeit über Herder und wurde als Journalist tätig. Er stieß zum Sohlbergkreis, der sich Anfang der 1930er Jahre um eine Wiederannäherung Deutschlands und Frankreichs bemühte, und wurde 1930 Schriftleiter von dessen Zeitschrift Der Sohlbergkreis und enger Freund von Otto Abetz.
Bran trat nach der Machtübergabe an die Nationalsozialisten zum 1. Mai 1933 der NSDAP bei (Mitgliedsnummer 2.567.678). Als Oberstammführer (svw. Oberstleutnant) der Hitlerjugend war er zwischen 1933 und 1936 Hauptreferent im Auslandsamt der Reichsjugendführung unter Karl Nabersberg und war auch Hauptamtsleiter beim Nationalsozialistischen Deutschen Studentenbund. Ab 1935 war er in der „Dienststelle Ribbentrop“ beschäftigt und war Geschäftsführer der Deutsch-Französischen Gesellschaft. Nach kurzem Militärdienst 1939/40 im Drôle de guerre wurde er zusätzlich Wissenschaftlicher Angestellter im Auswärtigen Amt und war dort Referatsleiter für Kulturpolitik in den besetzten Ländern Frankreich, Belgien und Niederlande sowie für Kanada, die französischen Kolonien und die Schweiz. Aufgrund seiner jüdischen Vorfahren habe er, nach eigener Auskunft, im AA nicht Beamter werden können.
Bran war Teil einer Gruppe von deutschen Romanisten und Frankophilen, unter anderem aus dem Sohlbergkreis, die unter der Führung des deutschen Botschafters Abetz die Kollaboration der Franzosen mit dem nationalsozialistischen Deutschland fördern wollten, darunter auch Karl Epting. Brans Hauptaufgabe wurde die Schriftleitung der Deutsch-Französischen Monatshefte.
Nach der deutschen Besetzung Frankreichs ging Abetz nach Paris und Bran wurde dessen Nachfolger als Leiter des Frankreich-Komitees im Auswärtigen Amt. Er beaufsichtigte die deutschen Propagandazeitschriften für die französischen Kriegsgefangenen, Zivilarbeiter und Zwangsarbeiter in Deutschland, „Le Trait d'Union“  und „Le Pont“, um mit den Mitteln Propaganda die Franzosen der deutschen Führung gefügig zu machen und „möglichst viele Franzosen an die deutsche Führung zu gewöhnen“. Nach außen hin war beider Zeitungen Chefredakteur der Kollaborateur Alain Laubreaux, dessen Wirken aber unter der Kontrolle von Bran stand, obwohl die antisemitischen, antibritischen und antiamerikanischen Töne auch von kollaborationswilligen französischen Intellektuellen kamen, nach dem deutschen Überfall auf die Sowjetunion auch die antisowjetischen. Von den 1,5 Millionen französischen Kriegsgefangenen wurden während des Krieges etwa eine halbe Million nach Frankreich entlassen, die anderen blieben in Deutschland gefangen und sollten zur Arbeit für das Deutsche Reich erpresst werden. Die erfolglose Organisation „Relève“ aus dem Jahre 1942 wurde im Juli 1943 in den „Pflichtarbeitsdienst“ STO umgewandelt, um die Zwangsarbeiter in der deutschen Rüstungsindustrie einzusetzen. Der Bedarf an Fremdarbeitern war mit den deutschen Verlusten im Russland-Feldzug ab 1942 enorm angestiegen und Brans Frankreich-Komitee mussten seinen Teil bei der Deckung beitragen. In Frankreich selbst lag die Arbeitskräftebeschaffung in den Händen des Chefs der Militärverwaltung und dessen Offizieren Julius Ritter und Alfons Glatzel.
Zu Brans Aufgaben gehörten auch Vortragsreisen durch Frankreich, um für die Arbeit in Deutschland zu werben, die Vorträge konnte er aber überwiegend an Friedrich Grimm delegieren. Bei der Deutschlandrundfahrt französischer Schriftsteller 1941 machte er mit Pierre Drieu la Rochelle einen Spaziergang durch den Berliner Tiergarten. Am 29. Juni 1944 hielt Bran in Berlin eine Totenrede auf den von der Résistance ermordeten Kollaborationspolitiker Philippe Henriot.
Im November 1944 übergab Bran die Leitung des Frankreich-Komitees an den Diplomaten Peter H. Pfeiffer, um sich selbst Aufgaben der „Menschenführung“ bei den Franzosen in Deutschland zu widmen.
Nach Kriegsende 1945 wurde Bran im Zusammenhang mit den Ermittlungen gegen Abetz von den Alliierten verhört, Abetz wurde zu zwanzig Jahren Zwangsarbeit verurteilt, von denen er fünf Jahre und die vier Jahre Untersuchungshaft absaß. Über Brans und seine Entnazifizierung ist nichts bekannt. Er wurde Journalist und Leiter des Heimatmuseums Ettlingen und der dortigen Stadtbücherei. Ab 1957 war er Kommunal- und Schulreferent in der überparteilichen Arbeitsgemeinschaft Der Bürger im Staat. 1963 wurde er Leiter der Staatlichen Akademie für Lehrerfortbildung in Calw. In Calw war er 1977 Mitbegründer des Hermann-Hesse-Kolloquiums. Bran setzte sich weiterhin mit Idealismus für die deutsch-französischen Beziehungen ein.
1935 hatten er und Gisela Brettschneider geheiratet, sie war Parteimitglied der NSDAP bereits seit 1929. Trotz Brans fehlendem Ariernachweis durften sie durch Gnadenerweis des Führers auch nach 1941 Parteimitglieder bleiben. Sie hatten zwei Söhne und eine Tochter, der Sohn Helgo Bran wurde 1980 ein Grünen-Abgeordneter im Landtag von Baden-Württemberg. In zweiter Ehe heiratete er Renate Bran (1928–2013), die Gründerin des Landesfrauenrats in Baden-Württemberg und Leiterin der Calwer Volkshochschule wurde.

## Ehrungen
- 1971: Verdienstkreuz 1. Klasse der Bundesrepublik Deutschland

## Schriften
- als Herausgeber: Internationales Hermann-Hesse-Kolloquium in Calw. Band 1 (1977) bis 6 (1990).
- Maria Andreä, geb. Moser : 1550–1632 ; d. vorbildl. Leben von J. V. Andreäs Mutter, Bad Liebenzell : Gengenbach, 1989, ISBN 3-921841-39-9
- Helmut Nagel, Friedrich Bran: 40 Jahre Staatliche Akademie für Lehrerfortbildung Calw : Treffpunkt von Schule u. Forschung, Calw : Der Landkreis Calw. 6. 1988
- Ein Jahrtausend Kulturtradition im Nordschwarzwald : Persönlichkeiten – Bewegungen – Einrichtungen u. ihre Bedeutung für unsere Zeit, Bad Liebenzell : Gengenbach, 1985, ISBN 3-921841-23-2
- Deutsch-französische Verständigung durch Gemeinde und Schule : 2 Städte überwinden die Grenzen, Ettlingen/Baden : Verl. d. Dt.-franz. Gemeindepatenschaft 1954
- Karl Fröhner unter Mitwirkung von Friedrich Bran: Die bürgerschaftliche Selbstverwaltung : Handbuch f.d. gemeindliche Ehrenamt, Stuttgart : Jahrbuch-Verl. 1954
- La Jeunesse allemande et l'avenir de l'Europe : Conférence. Préambule de Jacques Schweizer , Paris : Groupe "Collaboration" 1942
- Jungmannschaft im Arbeitsdienst : Bericht u. Aufruf aus Baden, Karlsruhe : Braun 1933
- Herder und die deutsche Kulturanschauung, Berlin : Junker & Dünnhaupt 1932